# حاج جمعه
حاج جمعه (به عربی: حاج جمعة) یک روستا در سوریه است که در ناحیه ارمناز واقع شده‌است. حاج جمعه ۱۵۴ نفر جمعیت دارد.